# Oscar Luigi Scalfaro
Oscar Luigi Scalfaro (Novara, 9 de setembro de 1918 — Roma, 29 de janeiro de 2012) foi um magistrado, político e o nono Presidente da República Italiana. Terminado o mandato tornou-se senador vitalício na qualidade de ex-presidente. Ocupou os cargos mais importantes dos três poderes da República Italiana. Em 2007 Scalfaro aderiu ao grupo parlamentar democrático do Senado, apesar de não ser associado ao partido.